# Буробрюхая мышиная тимелия
Буробрюхая мышиная тимелия (лат. Illadopsis fulvescens) — вид птиц из семейства земляных тимелий. Выделяют шесть подвидов.

## Распространение
Обитают на территории Анголы, Бенина, Бурунди, Камеруна, ЦАР, Республики Конго, Демократической Республики Конго, Кот-д’Ивуара, Экваториальной Гвинеи, Габона, Ганы, Гвинеи, Гвинеи-Бисау, Кении, Либерии, Мали, Нигерии, Сенегала, Сьерра-Леоне, Южного Судана, Танзании, Того и Уганды.

## Описание
Длина тела 15—16,5 см, вес 23—36 г. У представителей номинативного подвида коричнево-серые темя и щёки, шея же, верхние части тела и верхние части крыльев оливково-коричневые.

## Биология
Питаются преимущественно беспозвоночными, включая жуков, клопов, термитов и прямокрылых. Миграций не совершают.

## Охранный статус
МСОП присвоил виду охранный статус LC.